# Molekylär geometri

Geometrin hos en vattenmolekyl. Bindningsavståndet är 0,9584 Å, bindningsvinkeln är 104,45°.

Molekylär geometri är den tredimensionella ordningen av de atomer som utgör en molekyl. Den bestämmer flera av dess viktiga egenskaper, såväl kemiska som fysikaliska. Den molekylära geometrin kan bestämmas med spektroskopiska metoder, främst genom röntgenkristallografi, men kan även beräknas genom kvantmekaniska beräkningar eller molekylmodellering. Ett enkelt verktyg är den så kallade VSEPR-teorin.
Två typer av parametrar är viktiga för att definiera en molekyls geometri: bindningsavstånd (eller bindningslängder) och bindningsvinklar. Bindningsavståndet är jämviktsavståndet mellan atomkärnorna hos de två atomerna som ingår i en kemisk bindning, medan bindningsvinkeln är vinkeln mellan två bindningar. Bindningsvinkeln är ett resultat av hur mycket elektronmolnen repellerar varandra.